# DR-Baureihe 43
Die Lokomotiven der Baureihe 43 waren Güterzug-Einheitsdampflokomotiven der Deutschen Reichsbahn.

## Geschichte
Die Baureihe 43 war die zweite Baureihe, die dem Prinzip der Einheitslok entsprach. Gemäß dem 1. Typisierungsplan des Vereinheitlichungsbüros der Deutschen Reichsbahn waren 1’E-Güterzuglokomotiven mit 20 t Achslast zu beschaffen. Dabei war eine Type mit Zweizylinder-Triebwerk (Baureihe 43) und eine Type mit Dreizylinder-Triebwerk (Baureihe 44) vorgesehen, da noch nicht bekannt war, mit welcher Bauart der Betrieb wirtschaftlicher durchzuführen war. Von beiden Baureihen wurden parallel zehn Exemplare beschafft. Die Baureihe 43 wurde von Henschel und BMAG 1927 geliefert.
Bei Messfahrten wurde ermittelt, dass die Baureihe 43 bei Leistungen unterhalb 1500 PSi wirtschaftlicher zu betreiben war. 1928 wurden daher weitere 25 Exemplare der Baureihe nachgeliefert. Danach konnten für knapp zehn Jahre keine weiteren Investitionen mehr zur Modernisierung des schweren Güterzugdienstes getätigt werden. Wegen der Erhöhung der Güterzuggeschwindigkeiten in den 1930er-Jahren wurde danach der Baureihe 44 der Vorzug gegeben, da diese wirtschaftliche Vorteile im oberen Geschwindigkeitsbereich besaßen und wegen der durch das Dreizylindertriebwerk bedingten besseren Laufruhe für 80 km/h zugelassen werden konnten. Dies lag neben dem prinzipiellen Vorteil der besseren Massenverteilung eines Dreizylindertriebwerks vor allem an der Tatsache, dass das Triebwerk der Baureihe 44 leichter gestaltet werden konnte, da hier pro Zylinder geringere Kräfte übertragen werden mussten. Die Baureihe 43 wurde in der Folge nicht mehr beschafft.

## Rekord
In der Literatur findet man häufig Aussagen, dass die Lok insgesamt nicht ausreichend leistungsfähig gewesen sei. Dem ist entgegenzuhalten, dass 43 013 versuchsweise mit 5000 t – also mehr als der Doppelten in der Schlepplasttafel angegebenen Masse – belastet wurde und diese klaglos bewältigte. Damit ist 43 013 deutsche Rekordhalterin, nie zuvor oder danach wurden jemals einer einzelnen deutschen Dampflok solche Zuglasten angehängt.

## Verbleib
Die 35 Fahrzeuge blieben nach dem Zweiten Weltkrieg alle bei der Deutschen Reichsbahn, da seit 1943 alle Maschinen in der RBD Erfurt beheimatet waren. 1960 wurden die verbliebenen Loks noch einmal modernisiert, der leistungsstarke Kessel ließ auch die Beförderung von Güterzügen über der maximalen Anhängelast zu. Dies führte jedoch zu Rahmenschäden, die die Reichsbahn nicht ausbessern konnte. So folgte die schnelle Ausmusterung der Maschinen, die letzte Maschine wurde 1968 im Bw Cottbus außer Dienst gestellt. Einige Lokomotiven wurden noch als Dampfspender verwendet. (Auch kohlegefeuerte Loks der Baureihe 44 wurden damals schon in größerem Umfang entbehrlich und zum großen Teil bis 1970 abgestellt, auch wenn man sich teilweise noch lange scheute, sie offiziell aus dem Bestand zu streichen.) Das Fahrzeug mit der Betriebsnummer 43 001 wurde zur Museumslok. Sie gehört zum Bestand des Verkehrsmuseums Dresden, ist aber zurzeit im Eisenbahnmuseum Chemnitz-Hilbersdorf, einem früheren Einsatz-Bw der Baureihe 43.
Die Fahrzeuge dieser Baureihe wurden mit je einem Schlepptender der Bauart 2’2’ T 32 ausgestattet. Einzelne Exemplare waren aber auch (sogar noch nach dem Krieg) mit dem Kurztender 2’2 T 30 gekuppelt.